# 샷웰 (소프트웨어)
샷웰(Shotwell)은 그놈 데스크톱 환경에 개인 사진 관리 기능을 제공하도록 설계된 이미지 구성 도구이다. 2010년에는 버전 13의 페도라와 10.10 매버릭 미어캣 릴리스의 우분투를 포함하여 여러 그놈 기반 리눅스 배포판의 표준 이미지 도구로 F-Spot을 대체했다.
2019년 샷웰은 와이파이를 사용하여 사진 이미지를 전송하는 것과 관련된 특허 침해를 주장하며 그놈 재단을 상대로 로스차일드 페이턴트 이미징의 약탈적 소송의 대상이 되었다. 이 사건은 2020년 합의를 통해 해결되었고 오픈 소스 개발 커뮤니티의 법적 이의로 인해 2022년 특허 자체가 무효화되었다.:251–252

## 기능
샷웰은 디지털 카메라에서 직접 사진과 비디오를 가져올 수 있다. 샷웰은 날짜별로 사진과 비디오를 자동으로 그룹화하고 태그를 지원한다. 이미지 편집 기능을 통해 사용자는 직선화, 자르기, 적목 현상 제거, 레벨 및 색상 균형 조정 등을 수행할 수 있다. 또한 이미지의 적절한 수준을 추측하는 자동 "향상" 옵션도 있다.
샷웰을 사용하면 사용자는 플리커, 피위고(Piwigo) 및 유튜브에 이미지와 비디오를 게시할 수 있다. 샷웰은 바탕화면 배경화면도 설정할 수 있다.

## 같이 보기
- 디지캠 (소프트웨어)
- GThumb